# 遠隔戦
| ウィキペディアには「遠隔戦」という見出しの百科事典記事はありません（タイトルに「遠隔戦」を含むページの一覧/「遠隔戦」で始まるページの一覧）。 代わりにウィクショナリーのページ「遠隔戦」が役に立つかもしれません。 |